# 315 a. C.
El año 315 a. C. fue un año del calendario romano prejuliano. En el Imperio romano se conocía como el Año del Consulado de Cursor y Filón (o, menos frecuentemente, año 439 Ab urbe condita). 

## Acontecimientos
- Derrota romana contra los samnitas en la batalla de Lautulae, en el marco de la segunda guerra samnita.

## Fallecimientos
- Muere asesinada Olimpia de Epiro, esposa de Filipo II de Macedonia y madre de Alejandro Magno (n. 375 a. C.)

- Datos: Q82978